# Tour 1996 de Mylène Farmer
Tournées par Mylène Farmer
Tour 89 Mylenium Tour
Tour 1996 est la deuxième tournée de Mylène Farmer. Soutenant l'album Anamorphosée, la chanteuse décide de créer un véritable « show à l'américaine », sept ans après son Tour 89.
Proposant un spectacle rock et lumineux, avec plusieurs musiciens et danseurs américains et un écran géant de 55 m2 (le plus haut d'Europe à l'époque), Mylène Farmer se produit à partir du 25 mai 1996, incluant notamment deux soirs au Palais omnisports de Paris-Bercy.

Le 15 juin 1996, à la Halle Tony-Garnier de Lyon, la chanteuse fait une grave chute à la fin du concert. Souffrant d'une fracture ouverte du poignet, elle est contrainte de reporter les dates restantes de la tournée, qui reprend le 29 novembre 1996 jusqu'au 15 décembre 1996.

Après 21 représentations, le Tour 1996 aura rassemblé un total de 175 000 spectateurs.
Le spectacle est enregistré lors des concerts du 30 mai, 1er juin et 12 décembre 1996 à Bercy : l'album Live à Bercy paraît le 21 mai 1997 et rencontre un énorme succès. Certifié triple disque de platine en France, mais aussi disque d'or en Belgique et en Suisse, il détient le record de l'album Live le plus vendu par une chanteuse française, avec près d'un million d'exemplaires écoulés.

La vidéo du spectacle remporte également un vif succès, avec plus de 300 000 ventes.

## Histoire

### Genèse

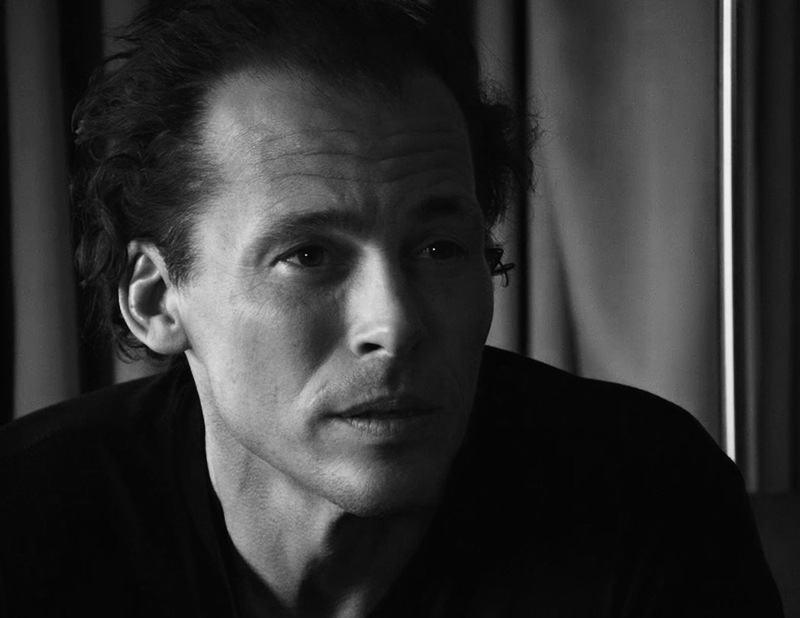
Jeff Dahlgren.

Après l'échec du film Giorgino en 1994, réalisé par Laurent Boutonnat et dans lequel elle joue, Mylène Farmer part à Los Angeles pendant neuf mois en compagnie de Jeff Dahlgren, héros de Giorgino et guitariste rock.
Elle y enregistre l'album Anamorphosée, un disque beaucoup plus rock mais aussi plus lumineux que les précédents, la chanteuse s'inspirant notamment du Livre tibétain de la vie et de la mort de Sogyal Rinpoché.
Précédé par le single XXL, qui se classe no 1 des ventes et des diffusions radio, Anamorphosée sort le 17 octobre 1995.

Lors de sa première apparition télévisée en décembre 1995, Mylène Farmer annonce qu'elle compte remonter sur scène prochainement.
Après le succès du deuxième extrait, L'Instant X, Mylène Farmer sort la ballade California en mars 1996, qui devient no 1 des diffusions radio pendant trois semaines. C'est ce même mois que les places pour la tournée sont mises en vente, incluant une quinzaine de dates pour les mois de mai et juin 1996, dont deux soirs à Bercy. Devant l'engouement du public, un troisième soir à Bercy est ajouté pour le 28 juin 1996, ainsi qu'un autre soir à Forest National à Bruxelles.

### Conception
Sept ans après sa première tournée spectaculaire et sombre (le décor était composé de stèles), Mylène Farmer souhaite proposer de nouveau un grand spectacle, mais l'envisage plus rock et lumineux, à l'image de l'album Anamorphosée.
Avec Laurent Boutonnat, elle conçoit un show « à l'américaine », avec une mise en scène électrique et industrielle, ainsi qu'une lumière très claire et colorée.

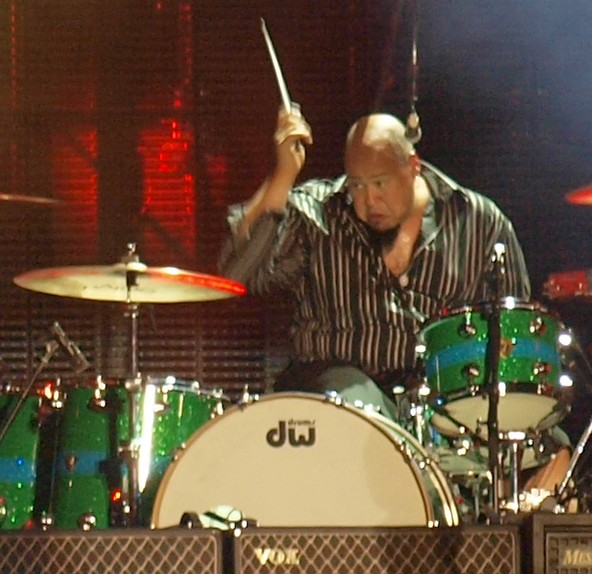
Le batteur Abraham Laboriel Junior.

Le décor, qui comprend un écran géant de 55 m2 (le plus haut d'Europe à l'époque), est composé par Xavier Grosbois et Jean-Michel Laurent, qui avaient notamment signé le décor de la tournée de l'album Rouge de Fredericks Goldman Jones. Ils déclareront : « Laurent Boutonnat nous avait alors parlé de "minéralité". Il y avait une grande envie de quelque chose de grandiose, mais aussi d'épuré et de simple, une envie de transparence et de légèreté. Minéralité renvoie à ça, à un côté un petit peu froid, vide, mais avec des choses qui apparaissent au fur et à mesure ».

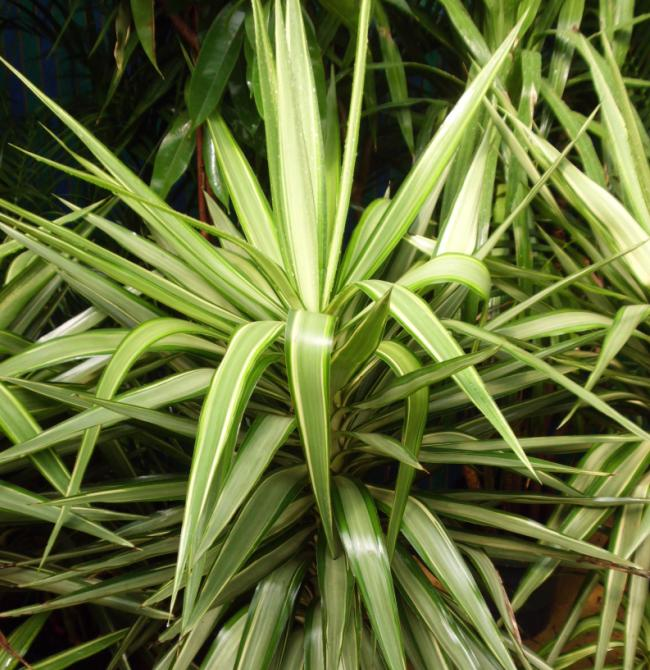
La coiffure de la chanteuse rappelle la forme du yucca.

L'album Anamorphosée ayant été enregistré aux États-Unis, la chanteuse fait appel à plusieurs musiciens américains, comme Jeff Dahlgren (qui jouait dans Giorgino), Brian Ray et Abraham Laboriel Junior, mais délègue la direction musicale à Yvan Cassar. La plupart des danseurs sont également américains, hormis Christophe Danchaud qui était sur le Tour 89 et avec qui Mylène Farmer signe plusieurs chorégraphies.
Souhaitant des tenues sexy, elle demande à Paco Rabanne de créer les costumes du spectacle : « C'est quelqu'un qui aime le blanc, qui aime l'énergie... autant de choses qui avaient un rapport avec ce show ».

Le coiffeur Pierre Vinuesa créera une coupe de cheveux solaire, dont la forme rappelle celle du yucca. Mais surtout la statue de la Liberté, clin d’œil à la parenthèse américaine de la chanteuse. Mylène entrant sur scène dans un drapé blanc faisant également écho au célèbre monument.

### Affiche
L'affiche présente une photo de Mylène Farmer prise par Claude Gassian durant le tournage du clip de XXL.

## Description du spectacle
Composé de 20 titres, ce spectacle comprend :
- onze titres issus de l'album Anamorphosée : les cinq singles (XXL, L'Instant X, California, Comme j'ai mal et Rêver), mais également Vertige, Mylène s'en fout, Et tournoie..., Alice, Tomber 7 fois... et Laisse le vent emporter tout ;
- d'anciens titres, sortis en single (Libertine, Sans contrefaçon, Ainsi soit je, Désenchantée, Je t'aime mélancolie, Que mon cœur lâche) ou non (L'autre) ;
- une reprise de Michel Polnareff, La poupée qui fait non, en duo avec Khaled ;
- un titre instrumental, Ouverture, servant d'introduction.

Ainsi soit je n'a été interprété que certains soirs durant la seconde partie de la tournée.
Quant au duo avec Khaled pour La poupée qui fait non, il n'a été interprété qu'à l'Arena de Genève et à Bercy en décembre 1996.

### Liste des chansons
| No  | Titre                                       | Paroles           | Musique              | Durée |
| --- | ------------------------------------------- | ----------------- | -------------------- | ----- |
| 1.  | Ouverture                                   |                   | Laurent Boutonnat    |       |
| 2.  | Vertige                                     | Mylène Farmer     | Laurent Boutonnat    |       |
| 3.  | California                                  | Mylène Farmer     | Laurent Boutonnat    |       |
| 4.  | Que mon cœur lâche                          | Mylène Farmer     | Laurent Boutonnat    |       |
| 5.  | Et tournoie...                              | Mylène Farmer     | Laurent Boutonnat    |       |
| 6.  | Je t'aime mélancolie                        | Mylène Farmer     | Laurent Boutonnat    |       |
| 7.  | L'autre                                     | Mylène Farmer     | Laurent Boutonnat    |       |
| 8.  | Libertine                                   | Laurent Boutonnat | Jean-Claude Dequéant |       |
| 9.  | L'Instant X                                 | Mylène Farmer     | Laurent Boutonnat    |       |
| 10. | Alice                                       | Mylène Farmer     | Laurent Boutonnat    |       |
| 11. | Comme j'ai mal                              | Mylène Farmer     | Laurent Boutonnat    |       |
| 12. | Sans contrefaçon                            | Mylène Farmer     | Laurent Boutonnat    |       |
| 13. | Mylène s'en fout                            | Mylène Farmer     | Laurent Boutonnat    |       |
| 14. | Désenchantée                                | Mylène Farmer     | Laurent Boutonnat    |       |
| 15. | Rêver                                       | Mylène Farmer     | Laurent Boutonnat    |       |
| 16. | Laisse le vent emporter tout                | Mylène Farmer     | Laurent Boutonnat    |       |
| 17. | Tomber 7 fois...                            | Mylène Farmer     | Mylène Farmer        |       |
| 18. | Ainsi soit je                               | Mylène Farmer     | Laurent Boutonnat    |       |
| 19. | La poupée qui fait non (en duo avec Khaled) | Frank Gérald      | Michel Polnareff     |       |
| 20. | XXL                                         | Mylène Farmer     | Laurent Boutonnat    |       |

### Résumé du spectacle

La Naissance de Vénus de Sandro Botticelli.

La silhouette de Mylène Farmer apparaît sur l'écran géant, au rythme des percussions du début de Vertige. Au sol, une fumée blanche recouvre la scène.

Les guitares électriques commencent alors à jouer Vertige : Mylène Farmer apparaît de sous la scène, de dos, en string et en soutien-gorge blancs, puis s'élève sur une plateforme (une mise en scène qui évoque la naissance et la pureté comme dans le tableau La Naissance de Vénus de Sandro Botticelli). Des cintres descendent du ciel et déposent une cape blanche sur ses épaules, tandis qu'elle avance sur un tapis roulant et que les musiciens apparaissent à leur tour de sous la scène. Après avoir interprété sa chanson, elle retourne sur le tapis roulant qui la ramène jusqu'à la trappe d'où elle est sortie et disparaît sous la scène.

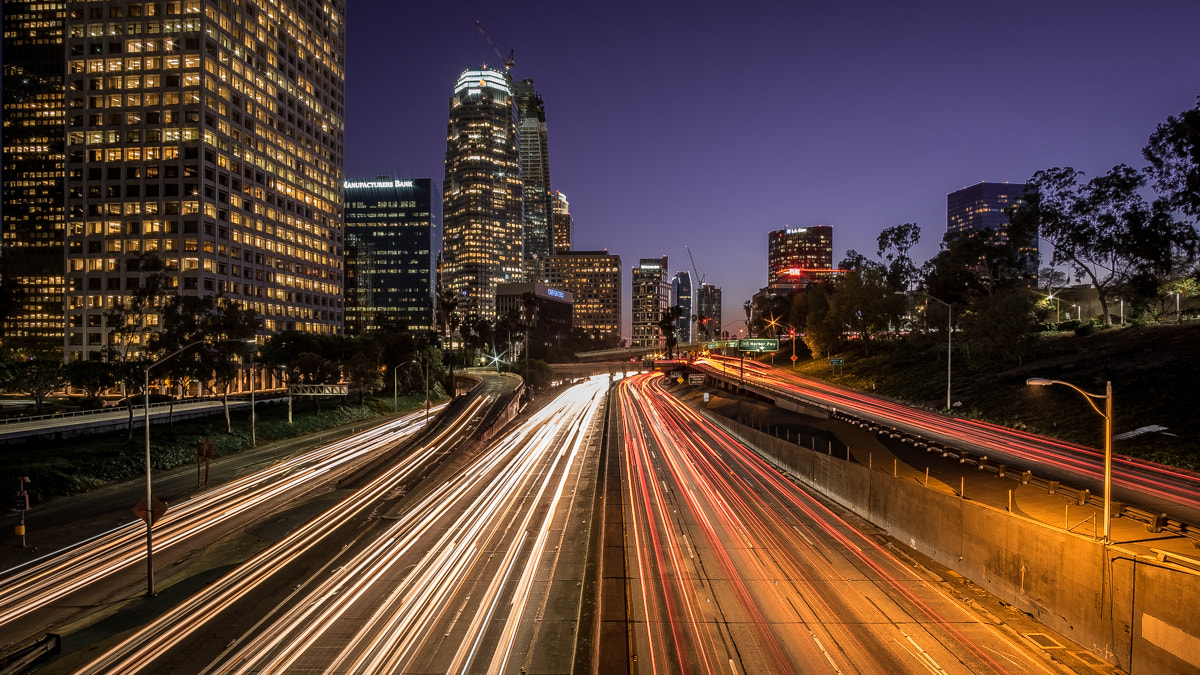
Los Angeles de nuit.

Des bruits d'hélicoptère et de sirènes de police retentissent. L'écran géant offre une plongée sur Los Angeles de nuit, tandis que des projecteurs illuminent la scène et la salle tels des projecteurs d'hélicoptère. Vêtue d'un ensemble bleu argenté, Mylène Farmer effectue une chorégraphie au son du Wandering Mix de California, avant d'être rejointe par une danseuse qui progresse à quatre pattes depuis le fond de la scène, vêtue d'un chapeau de cow-boy, d'un soutien-gorge et d'un mini-short argenté. Une seconde danseuse les rejoint, tandis que défilent sur l'écran géant des images du clip de California.
Une goutte de sang tombe dans un flot d'hémoglobine sur écran géant pour annoncer Que mon cœur lâche. Mylène Farmer apparaît et exécute une chorégraphie à l'aide d'une barre de pole dance. Deux danseurs en mini-short sont enfermés dans des bulles suspendues, exécutant une chorégraphie lascive. À la fin du titre, la chanteuse se fige, les bras croisés au-dessus de la tête, tandis que sur l'écran géant un cœur explose, comme à la fin du clip.

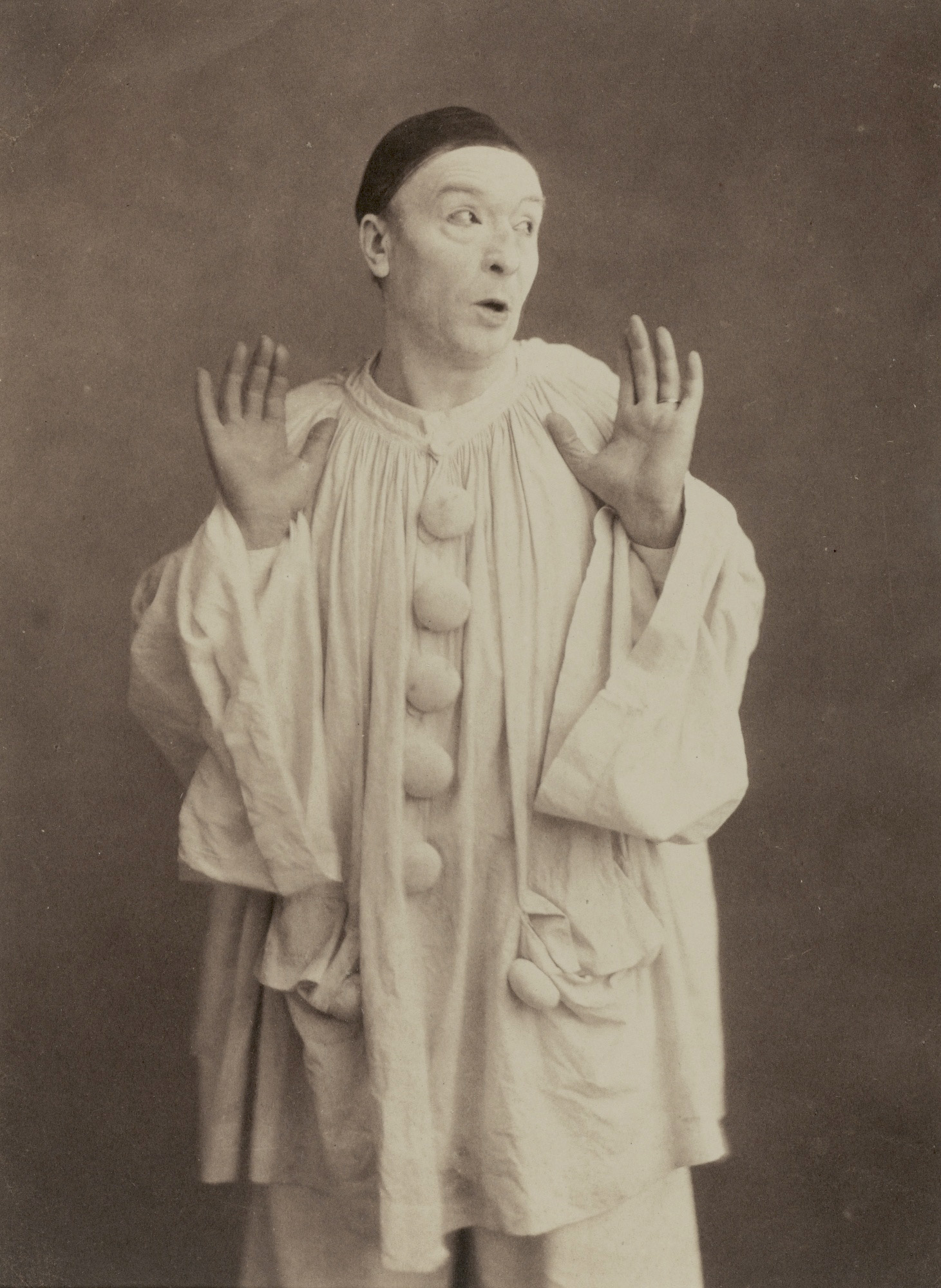
Pierrot de la Commedia dell'arte.

Accompagnée de deux danseurs vêtus à la manière du Pierrot de la Commedia dell'arte dans des tons argentés, Mylène Farmer interprète Et tournoie... sous une lumière bleutée, vêtue de la même tenue mais portant cette fois une mantille en fer sur les épaules. Sur l'écran géant, défilent des images stellaires.
Pour le titre suivant, Je t'aime mélancolie, les lumières deviennent pourpres, à l'image de la tenue de la chanteuse (un soutien-gorge et un boxer bordeaux, recouverts d'une veste et d'un pantalon en voile de la même couleur). Celle-ci effectue une chorégraphie dynamique identique à celle du clip de la chanson, entourée de tous ses danseurs.
Le rythme se calme avec L'autre, un titre que la chanteuse interprète seule sur scène dans une version intimiste sur laquelle elle a du mal à contenir ses larmes.

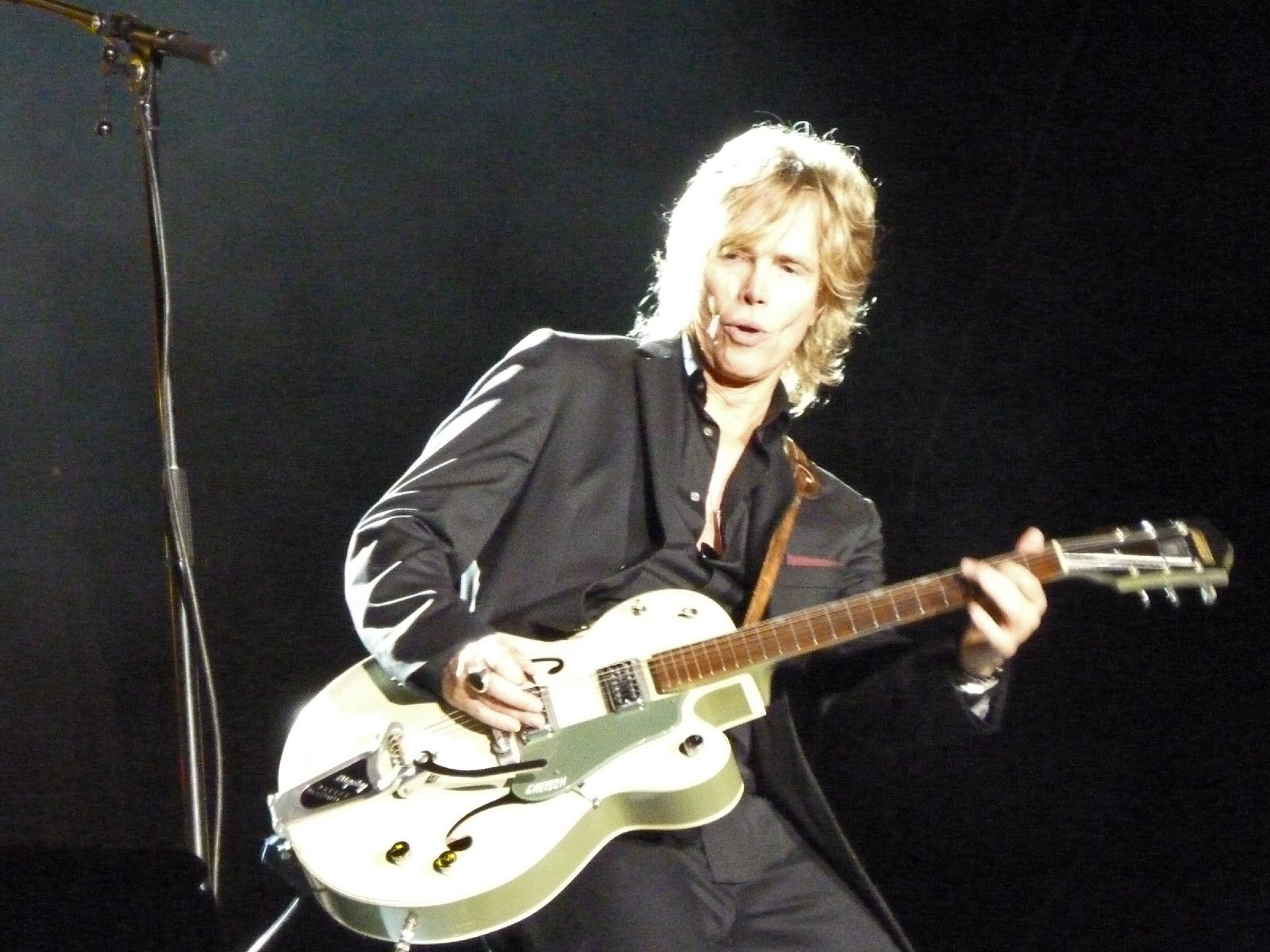
Le guitariste Brian Ray.

Une rose en train d'éclore apparaît sur l'écran géant. Sur scène, un voltaire violet et orangé apparaît, de dos. Les deux danseuses, en sous-vêtements et chaussures à semelles compensées, le retournent : Mylène Farmer trône dessus. Une version rock de Libertine commence, tandis que les danseurs, vêtus d'un pantalon en cuir et d'une chemise noire entrouverte, exécutent une chorégraphie acrobatique. Sur le pont musical, la chanteuse adopte des poses lascives, entourée de ses danseurs prosternés autour d'elle. Ceux-ci s'installent ensuite devant elle, le temps qu'elle enfile un pantalon pour le titre suivant, L'Instant X, qu'elle interprète entourée de ses deux danseuses avant que des confettis ne pleuvent sur la scène et le public. Les musiciens entament ensuite sous des lumières psychédéliques un interlude musical très rythmé.

Mylène Farmer interprète Alice sur une araignée géante.

Les premières notes d'Alice résonnent à la contrebasse. Vêtue d'un haut noir transparent, Mylène Farmer apparaît juchée sur une araignée géante en métal, suspendue au plafond par une chaîne qui la fait descendre progressivement. Lorsqu'elle descend de l'araignée, ses danseurs (vêtus d'un masque semblable aux yeux d'un insecte) démontent les pattes de l'araignée. La chanteuse se rapproche du public et s'accroupit devant lui pour finir le titre.

Elle enchaîne ensuite avec Comme j'ai mal, seule sur scène.
Quatre drag queens, portant de grande perruques colorées, arrivent sur scène au son de Sans contrefaçon. Mylène Farmer les rejoint, vêtue d'un d’un pantalon noir, d'une robe de chambre en velours bordeaux et d'une écharpe à carreaux. Ensemble, ils effectuent la chorégraphie de la chanson que le public reprend en chœur.

Mylène Farmer interprète ensuite Mylène s'en fout, seule sur scène.
Revenant avec un pantalon noir et un haut rayé de bandes translucides, elle commence à chanter Désenchantée dans une version qui démarre plus lentement que l'originale. Tous les danseurs sont sur scène mais restent immobiles. Dès le premier refrain, la musique s'accélère et la troupe entame avec la chanteuse la chorégraphie, avant de faire reprendre le refrain par le public.

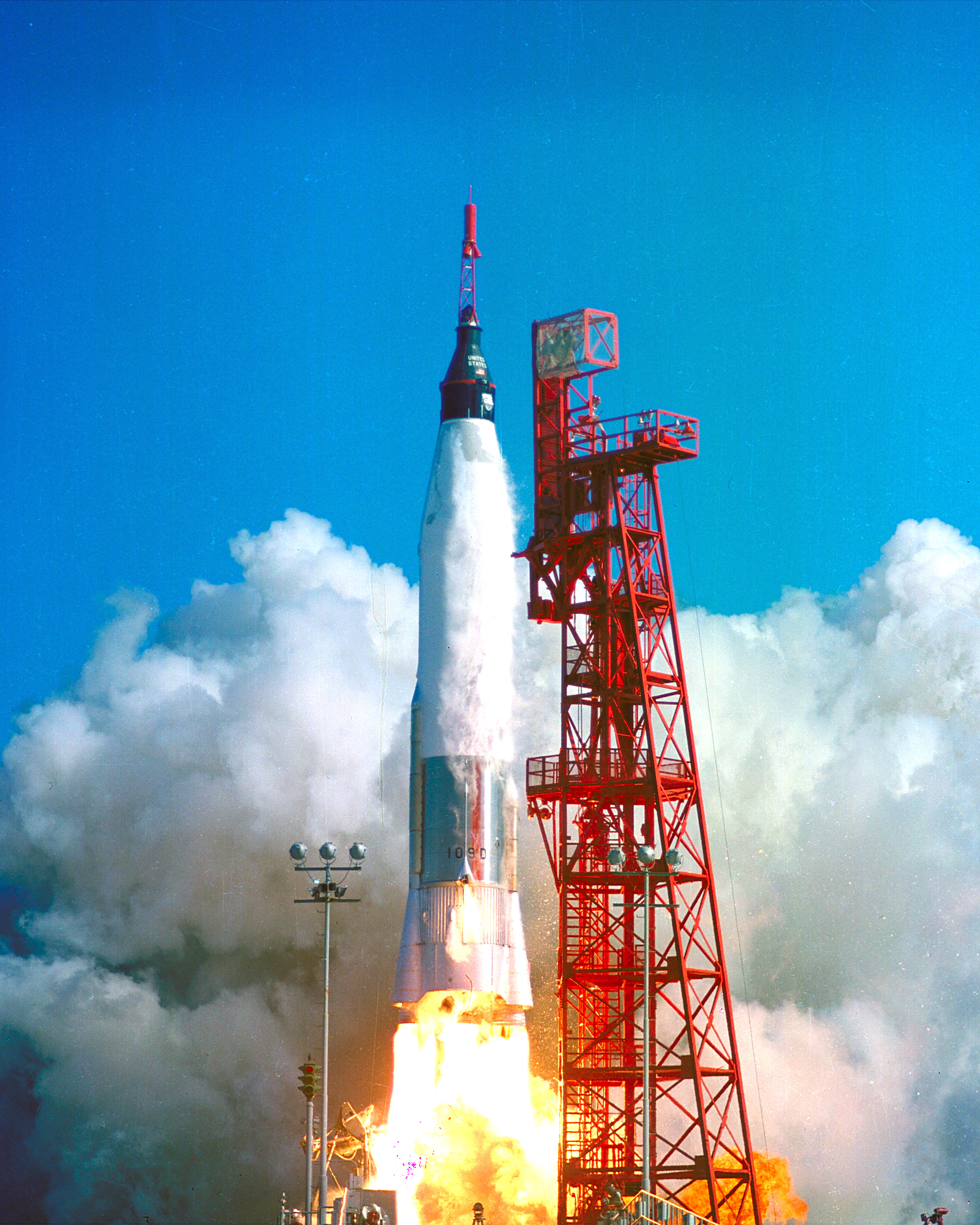
La fusée Atlas-Centaur 1.

L'écran géant diffuse ensuite l'explosion en plein vol de la fusée Atlas-Centaur 1. Mylène Farmer arrive lentement du côté de la scène, portant une robe en fer largement ouverte dans le dos, et interprète Rêver dans une version acoustique, tandis que l'écran géant montre le visage de la chanteuse en gros plan. Submergée par l'émotion, celle-ci finit la chanson en larmes avant de reprendre le refrain avec le public.

Assise sur un tabouret, accompagnée de ses deux guitaristes assis près d'elle, elle entonne ensuite Laisse le vent emporter tout sous une lumière orangée. L'écran géant est alors éteint.
La batterie et les guitares électriques reprennent pour Tomber 7 fois..., un titre très rock. Vêtue d'un ample imperméable en cuir noir, ouvert sur un soutien-gorge et un pantalon beige, la chanteuse chante le titre face à un micro fixé sur pied, puis présente l'ensemble de ses musiciens, choristes et danseurs.
Les premières notes d'Ainsi soit je... résonnent ensuite grâce au piano d'Yvan Cassar. La chanteuse, ayant enlevé son imperméable en cuir, interprète le titre dans une version piano-voix.

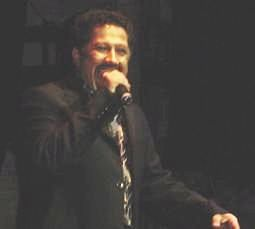
Khaled.

Un solo de batterie retentit alors et, au bout de quelques instants, la chanteuse appelle Khaled, qui s'avance vers le public. Les deux interprètes entonnent une version orientale de La poupée qui fait non, une reprise d'un titre de Michel Polnareff qu'ils avaient déjà repris ensemble pour une émission télévisée quelques mois plus tôt.
Un compte à rebours imitant celui des anciens longs-métrages apparaît sur l'écran géant, avant que le bruit d'une locomotive ne se fasse entendre et que des fumigènes apparaissent. Alors que l'introduction de XXL débute, les danseurs reviennent sur scène, suivis par Mylène Farmer et ses danseuses, vêtues de noir. La chanteuse s'installe au devant de la scène, où une plateforme la surélève devant le public, et interprète le titre qu'elle fait reprendre au public. Un feu d'artifice illumine ensuite la scène, avant que la chanteuse ne salue une dernière fois la foule.

## Déroulement de la tournée
Mylène Farmer commence sa tournée par le Zénith de Toulon le 25 mai 1996, une salle dans laquelle elle a répété durant une dizaine de jours, avant de se produire à Bercy deux soirs consécutifs.

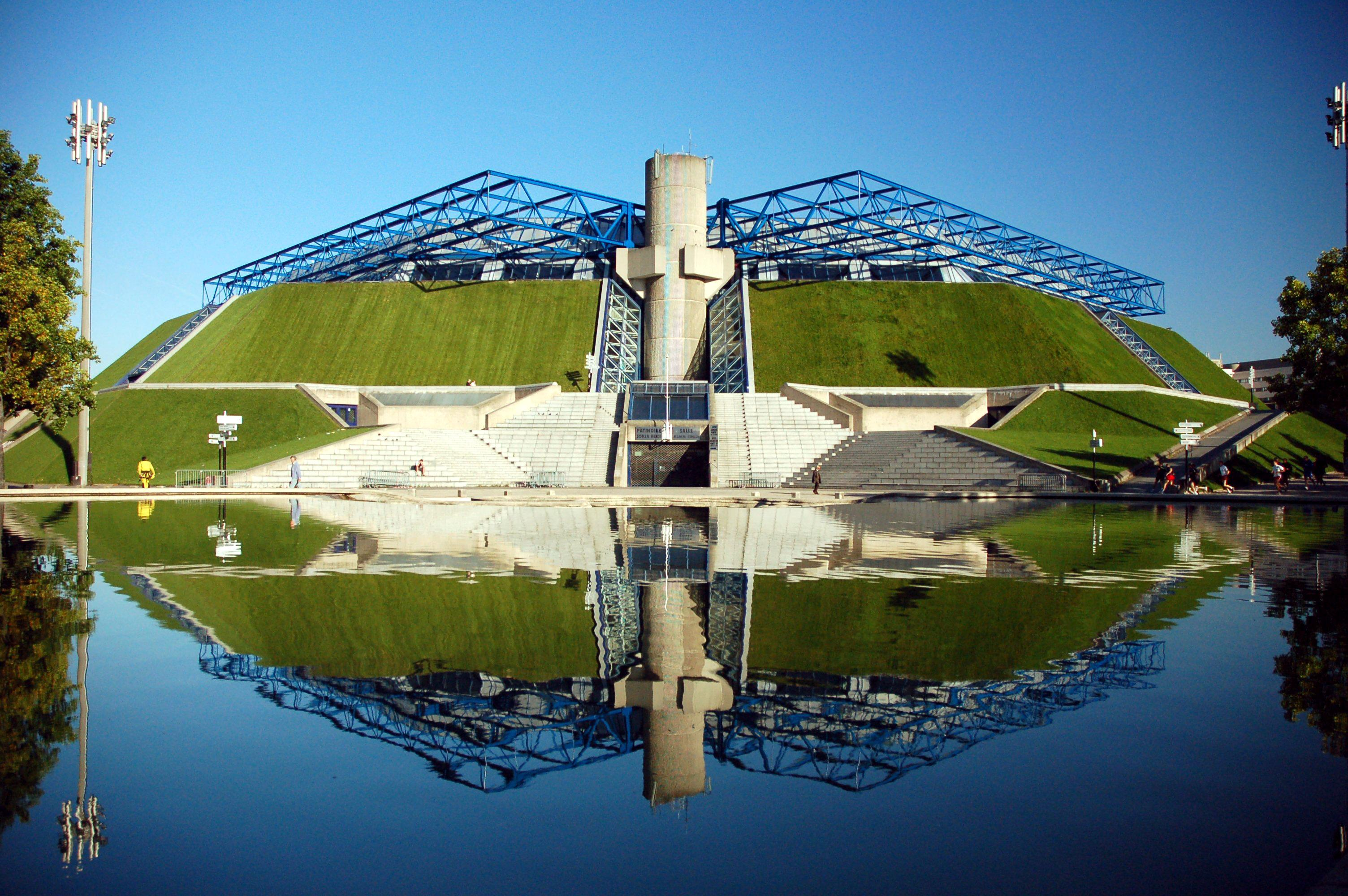
Le Palais omnisports de Paris-Bercy.

Devant l'engouement du public, un troisième soir à Bercy est ajouté pour le 28 juin 1996, ainsi qu'un autre soir au Forest National de Bruxelles. La date prévue au Rhénus Sport de Strasbourg est, quant à elle, annulée au dernier moment, la salle ne pouvant recevoir l'imposante infrastructure du spectacle.
Le 15 juin 1996, à la Halle Tony-Garnier de Lyon, la chanteuse fait une grave chute à la fin du concert, lors du dernier rappel de XXL : alors qu'elle est suspendue sur une plateforme rappelant la locomotive du clip de XXL, un danseur fait malencontreusement basculer la plateforme.
Mylène Farmer chute alors de plusieurs mètres de hauteur et est emmenée à l'Hôpital Édouard-Herriot, inconsciente, où elle est opérée d'urgence et hospitalisée 5 jours. Souffrant d'une fracture ouverte du poignet et de diverses ecchymoses, la chanteuse est contrainte de reporter les dates restantes.
Celles-ci sont reprogrammées en fin d'année (à l'exception de Mulhouse), et quatre nouvelles dates sont ajoutées. Un nouvel extrait d'Anamorphosée, Comme j'ai mal, paraît durant l'été et se classe no 1 des diffusions radio, suivi par Rêver en octobre, mois durant lequel la chanteuse perd son frère Jean-Loup dans un accident de voiture.
La tournée reprend le 29 novembre 1996 au Zénith de Toulon (salle où la chanteuse avait lancé sa tournée au mois de mai) et intègre la chanson Ainsi soit je.... Après avoir repris La poupée qui fait non en duo avec Khaled lors d'une émission télévisée, la chanteuse invite ce dernier sur scène à l'Arena de Genève et à Bercy les 10 et 12 décembre 1996.
Le Tour 1996 se termine le 15 décembre 1996 au Zénith de Caen, après 21 représentations qui auront rassemblé un total de 175 000 spectateurs.

### Liste des dates et villes
| Date             | Ville       | Pays     | Lieu                             | Affluence                        |
| ---------------- | ----------- | -------- | -------------------------------- | -------------------------------- |
| 25 mai 1996      | Toulon      | France   | Zénith                           | 5 000                            |
| 31 mai 1996      | Paris       | France   | Palais omnisports de Paris-Bercy | 17 000 (complet)                 |
| 1er juin 1996    | Paris       | France   | Palais omnisports de Paris-Bercy | 17 000 (complet)                 |
| 6 juin 1996      | Bruxelles   | Belgique | Forest National                  | 8 000 (complet)                  |
| 9 juin 1996      | Strasbourg  | France   | Rhénus Sport                     | Annulé pour raisons techniques   |
| 11 juin 1996     | Bordeaux    | France   | Patinoire de Mériadeck           | 5 500 (complet)                  |
| 12 juin 1996     | Toulouse    | France   | Palais des sports                |                                  |
| 13 juin 1996     | Montpellier | France   | Zénith Sud                       | 4 000                            |
| 14 juin 1996     | Marseille   | France   | Le Dôme                          | 8 000 (complet)                  |
| 15 juin 1996     | Lyon        | France   | Halle Tony-Garnier               | 9 000                            |
| 16 juin 1996     | Mulhouse    | France   | Parc des expositions             | Annulé à la suite d'un accident  |
| 18 juin 1996     | Angers      | France   | Amphitéa                         | Reporté à la suite d'un accident |
| 19 juin 1996     | Caen        | France   | Zénith                           | Reporté à la suite d'un accident |
| 20 juin 1996     | Lille       | France   | Zénith                           | Reporté à la suite d'un accident |
| 23 juin 1996     | Amnéville   | France   | Galaxie                          | Reporté à la suite d'un accident |
| 25 juin 1996     | Grenoble    | France   | Palais des sports                | Reporté à la suite d'un accident |
| 26 juin 1996     | Genève      | Suisse   | Arena                            | Reporté à la suite d'un accident |
| 28 juin 1996     | Paris       | France   | Palais omnisports de Paris-Bercy | Reporté à la suite d'un accident |
| 29 juin 1996     | Bruxelles   | Belgique | Forest National                  | Reporté à la suite d'un accident |
| Deuxième partie  |             |          |                                  |                                  |
| 29 novembre 1996 | Toulon      | France   | Zénith                           | 7 500                            |
| 30 novembre 1996 | Nîmes       | France   | Arènes                           | 4 000                            |
| 3 décembre 1996  | Amnéville   | France   | Galaxie                          | ≈ 10 000                         |
| 4 décembre 1996  | Lyon        | France   | Halle Tony-Garnier               | 9 000                            |
| 5 décembre 1996  | Orléans     | France   | Zénith                           | 4 800                            |
| 6 décembre 1996  | Lille       | France   | Zénith                           | 7 000 (complet)                  |
| 7 décembre 1996  | Bruxelles   | Belgique | Forest National                  | 8 000 (complet)                  |
| 10 décembre 1996 | Genève      | Suisse   | Arena                            |                                  |
| 11 décembre 1996 | Grenoble    | France   | Palais des sports                | 4 500                            |
| 12 décembre 1996 | Paris       | France   | Palais omnisports de Paris-Bercy | 17 000 spectateurs (complet)     |
| 14 décembre 1996 | Angers      | France   | Amphitéa                         | 5 500                            |
| 15 décembre 1996 | Caen        | France   | Zénith                           | 6 000                            |

## Accueil critique
- « Incroyablement sophistiqué et moderne, son spectacle est un véritable show à l'américaine comme on en voit rarement. A tel point que le concert rappelle celui du retour des Pink Floyd ou celui de U2 donné au Stade Vélodrome pour la tournée Zooropa Tour. [...] De Vertige à XXL, Mylène sort le grand jeu et nous étonne de bout en bout. Avec une flopée de danseurs et deux choristes sans compter les 6 musiciens dont un batteur exceptionnel, Mylène Farmer s'impose dans la cour des grands de la scène. » (L'Officiel des loisirs)[37]
- « Deux heures durant, dans un tourbillon d'idées et de lumières, alternant rock et fragilité, provocation subtile et farouche énergie, chevauchant une araignée, glissant sous des hommes-bulles, l'artiste règle ses comptes à ses noirceurs d'antan. En body ou en dentelles, en robe lamée ou en manteau de cuir, parfois à demi nue sous ses voiles mauves et oriflammes blanches, elle danse et défile à la fois, offrant en prime de ses yeux de faon et de sa voix ténue une ode à la beauté et au désir, à la musique et à l'espoir. » (Le Parisien)[38]
- « Mylène, dans ses chorégraphies hot et musclées, entourée de six boys et deux choristes-danseuses, livre un croisement original, et malgré tout français, entre Madonna et Janet Jackson. Sauf qu'elle se rapproche plus de la seconde pour la fraîcheur et l'absence de vulgarité. » (Le Soir)[39]
- « Du grand show disco (ah! si Clolo et ses Claudettes avaient vu ça!), techno (c'est la mode), délicieusement kitsch (Sans contrefaçon) et parfois bien rock aussi mais un peu trop hélas pour un filet de voix si fluet qu'il ne peut nous livrer rien d'autre que ces quelques mots, les seuls qui échappent miraculeusement à ses hommes de son. » (La Dépêche du Midi)[40]
- « Les guitares se déchaînent, la batterie exulte, les solos étonnent. Libertine revisitée donne lieu à une version ébouriffante. Anciens et nouveaux, les morceaux se succèdent, les décors et les chorégraphies s'enchaînent à la perfection. On y retrouve un professionnalisme dans la plus pure tradition américaine. [...] Techniquement parlant, le show est splendide, réglé comme du papier à musique. » (L'Est Magazine)[41]
- « Un show digne des plus grands. » (Ouest-France)[35]
- « Visiblement mal à l'aise dans ses somptueuses tenues de vierge interstellaire, montée sur talons ultrahauts, de surcroît, comment envisager qu'elle puisse mouiller sa chemise et se marier harmonieusement aux tempos endiablés de Que mon cœur lâche, Je t'aime mélancolie, Libertine, L'Instant X, Sans contrefaçon (seul tableau joyeux et coloré de la prestation) ou autre Désenchantée ? D'autant que, même si ce n'est pas très important, son coffre vocal a également du mal à suivre. Bref, obligée de freiner la cadence, la poupée rousse offre plusieurs chorégraphies pour le moins mollassonnes, la reléguant loin derrière Madonna dont on sent l'influence par moments. » (La Dernière Heure)[42]
- « Écrasées sous un tel bombardement d'effets pyrotechniques, les ritournelles de Mylène Farmer pourraient sembler bien fades. Seulement voilà : elles sont constamment réinventées par six musiciens exceptionnels. Abraham Laboriel Junior déchaîne la foudre du bout de ses baguettes, Jeff Dahlgren et Brian Ray brodent des merveilles en dialoguant par guitares interposées, Jerry Watts à la basse, Susie Davis et Yvan Cassar aux claviers ramènent sans cesse le show à l'essentiel. » (Le Provençal)[43]
- « Une prestation digne des meilleurs shows de Madonna, le nom qui vient immédiatement à l'esprit après la métamorphose-anamorphose, le déluge de sensualité qui a désormais remplacé le trip morbide de ses débuts. Au fil de ses hits présents et passés, la divine rouquine a littéralement subjugué son public qui n'a été le plus souvent qu'une mer de bras tendus ou de mains frappant en cadence. Quelques gros effets scéniques comme les deux mâles "esclaves" enfermés dans des bulles sur Que mon cœur lâche ou la nacelle-araignée qui l'amène sur Alice, une chorégraphie digne de Chorus Line revue Janet Jackson, des musiciens efficaces, un bon son, de beaux jeux de lumières, tout était réuni pour enchanter et déchaîner le public. » (Le Progrès)[44]
- « Avec son petit filet de voix, Mylène Farmer soulève des montagnes. Car derrière cette frêle créature, s'organisent un spectacle, une mise en scène et une musique servis par une extraordinaire machinerie. Qu'on aime ou pas, la jolie libertine ne se moque pas de son public. » (La Voix du Nord)[31]

## Crédits
| - Production du spectacle : Thierry Suc & Tuxedo Tour - Conception du spectacle : Mylène Farmer et Laurent Boutonnat - Claviers et direction musicale : Yvan Cassar - Guitares : Jeff Dahlgren et Brian Ray - Basse : Jerry Watts Jr. - Batterie : Abraham Laboriel Junior - Claviers et percussions : Susie Davis - Choristes : Carole Rowley et Esther Dobong'Na Essiene - Danseurs : Christophe Danchaud, Jermaine Browne, Augustin Madrid Ocampo Jr., David Matiano, Roberto Martocci, Brian Thomas - Danseuses - choristes : Donna De Lory et Valérie Bony - Chorégraphies : - Mylène Farmer pour Je t'aime mélancolie, Désenchantée et California - Christophe Danchaud pour Libertine, XXL et Alice - Mylène Farmer et Christophe Danchaud pour Sans contrefaçon et Que mon cœur lâche - Jaime Ortega pour Et tournoie... | - Décor : Xavier Grosbois et Jean-Michel Laurent, pour L&G Design - Création des costumes : Paco Rabanne - Conception des lumières : Fred Péveri - Production exécutive : Paul van Parys pour Toutankhamon S.A. - Consultant : Philippe Rault pour Bastille Production Inc. - Son salle : Laurent Buisson - Création coiffure et maquillage : Pierre Vinuesa - Images créées par Gédéon - Management : Thierry Suc - Photos : Claude Gassian - Régisseur : Michel Marseguerra - Tour Manager : Serge Khalfon - Administratrice : Marie-Thérèse Boisseau - Assistante de production : Valérie Levy - Secrétaire de production : Jérôme Suc - Ingénieur retour : Xavier Gendron - Effets spéciaux : Jean-Pierre Petitjean & Bernard Guilbaud - Entraîneur de Mylène Farmer : Hervé Lewis |

## Album et vidéoLive

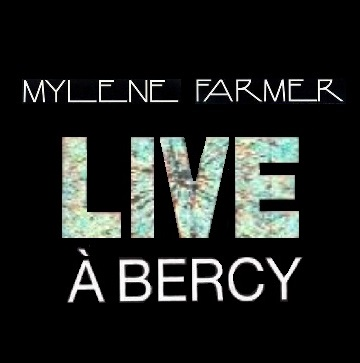
Logo de l'album Live à Bercy.

Enregistré lors des concerts du 30 mai, 1er juin et 12 décembre 1996 au Palais omnisports de Paris-Bercy, l'album et la vidéo Live à Bercy paraissent le 21 mai 1997, avec en guise de premier extrait une reprise de La poupée qui fait non en duo avec Khaled.

Un second extrait, Ainsi soit je (Live), paraît durant l'été. Certaines radios diffuseront également les versions Live de Désenchantée et Que mon cœur lâche.
Certifié triple disque de platine en France, mais aussi disque d'or en Belgique et en Suisse, l'album reste classé pendant plus de quatre mois dans le Top 10 des meilleures ventes. Il détient le record de l'album Live le plus vendu par une chanteuse française, avec près d'un million d'exemplaires écoulés.
La vidéo du spectacle connaît également un large succès : certifiée vidéo de diamant, la VHS dépasse les 150 000 ventes en quelques mois. En 2000, le concert est réédité en DVD et reçoit à son tour un DVD de diamant. Au total, le film du spectacle a dépassé les 300 000 ventes.